# Nationaal park Abisko
Nationaal park Abisko (Zweeds: Abisko nationalpark) ligt in het noorden van Zweden. Het nationaal park behoort tot de gemeente Kiruna in het landschap Lapland. Het beslaat 7700 hectare en is in 1909 opgericht. Het is gelegen aan de zuidelijke oever van het meer Torneträsk.
Door het park loopt het meest noordelijke deel van Kungsleden (het koningspad), een van de historisch gegroeide grote wandelroutes in Zweden (lengte: 425 km), genoemd naar de vluchtroutes van een van de koningen van Zweden. Er is een natuurwetenschappelijk onderzoekscentrum van de Zweedse Academie van Wetenschappen gevestigd.
In het park zijn veel bezienswaardige plaatsen met verre uitzichten zoals de spectaculaire Abiskokloof, waar de Abiskorivier zich diep heeft ingesneden in het landschap. Lapporten (de Lappenpoort) is een bekend herkenningspunt, dat zichtbaar is vanuit de wijde omgeving. Het park is bekend om zijn bergflora met in Zweden zeer zeldzame orchideesoorten. Tot de vele vogelsoorten in het park behoren het alpensneeuwhoen, de sneeuwgors, de brilduiker en de morinelplevier. In de zomer is het park rijk aan muggen en andere insecten.
Het natuurpark is bereikbaar vanaf het spoorstation Abisko Turiststation aan de Ertsspoorlijn. Hier zijn ook diverse toeristisch voorzieningen.